# 拉波斯托勒
拉波斯托勒（法語：La Postolle，法語發音：[la pɔstɔl]）是法国勃艮第-弗朗什-孔泰大区约讷省的一个市镇，属于桑斯区。

## 地理
拉波斯托勒（48°16'56"N, 3°26'35"E）面积11.59 平方千米，位于法国勃艮第-弗朗什-孔泰大區约讷省，该省份为法国中北部内陆省份，西接卢瓦雷省，西北接塞纳-马恩省，南至涅夫勒省，东临科多尔省，东北与奥布省接壤。
与拉波斯托勒接壤的市镇（或旧市镇、城区）包括：佩尔瑟内日、拉伊、圣莫里斯-欧里什奥姆、奥勒斯河畔托里尼、瓦西讷。

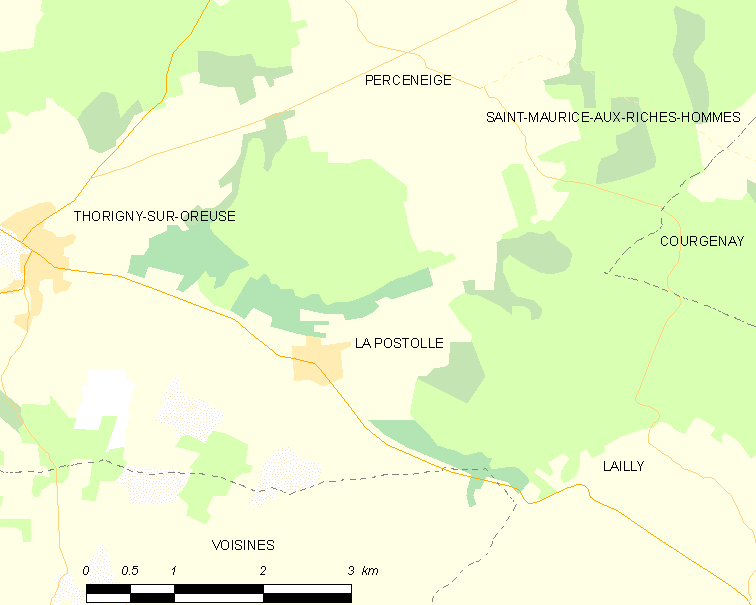
拉波斯托勒的OSM定位图

拉波斯托勒的时区为UTC+01:00、UTC+02:00（夏令时）。

## 行政
拉波斯托勒的邮政编码为89260，INSEE市镇编码为89310。

## 政治
拉波斯托勒所属的省级选区为阿尔芒松河畔布列农县。

## 人口

1962-2008年间拉波斯托勒人口变化图示

拉波斯托勒于2022年1月1日时的人口数量为152人。